# Ferdinand von Bültzingslöwen

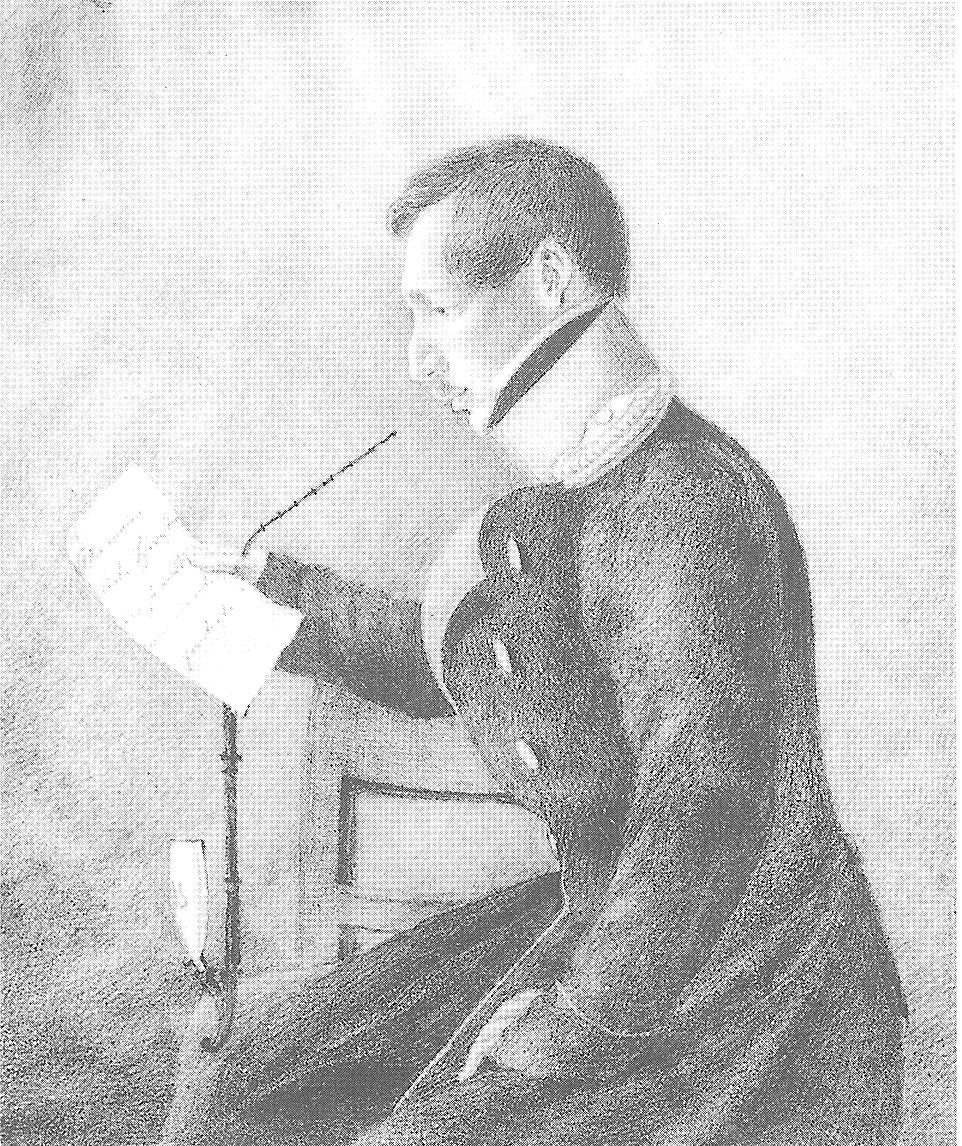
Ferdinand von Bültzingslöwen als junger Offizier, Bleistiftzeichnung, ca. 1835

Ferdinand von Bültzingslöwen, eigentlich Adolph Heinrich Ludwig Friedrich von Bültzingslöwen (* 23. Februar 1808 in Lübeck; † 21. August 1882 in Hosterwitz), war ein deutscher Offizier und Geodät. Er war der Großvater mütterlicherseits der Malerin Paula Modersohn-Becker.

## Leben und Wirken
Von Bültzingslöwen stammt aus einer Offiziersfamilie, dem thüringischen Adelsgeschlecht Bültzingslöwen. Sein Vater war der ehemalige Hauptmann Günther Karl Wilhelm von Bültzingslöwen (* 1755 in Haynrode; † 1822 in Lübeck), der sich in Lübeck niedergelassen hatte und hier als technischer Zeichenlehrer tätig war. Seine Mutter Anna Luise Deckner (* 1782; † 2. September 1819) starb, als er elf Jahre alt war, sein Vater, als er 14 Jahre alt war.
Von Bültzingslöwen und seine Schwester Caroline kamen nach Haynrode. Ein Verwandter ermöglichte ihm den Besuch der Kriegsschule, so dass er die Offizierslaufbahn einschlagen konnte.
Vermutlich durch Freunde aus der Kinderzeit wie Ernst Deecke vermittelt, wurde er Offizier im Lübecker Kontingent des Bundesheeres und stieg bis zum Stadtkommandanten von Lübeck auf. Im Deutschen Krieg 1866 befehligte er als Major das Lübecker Bataillon der Oldenburgisch-Hanseatischen Brigade.

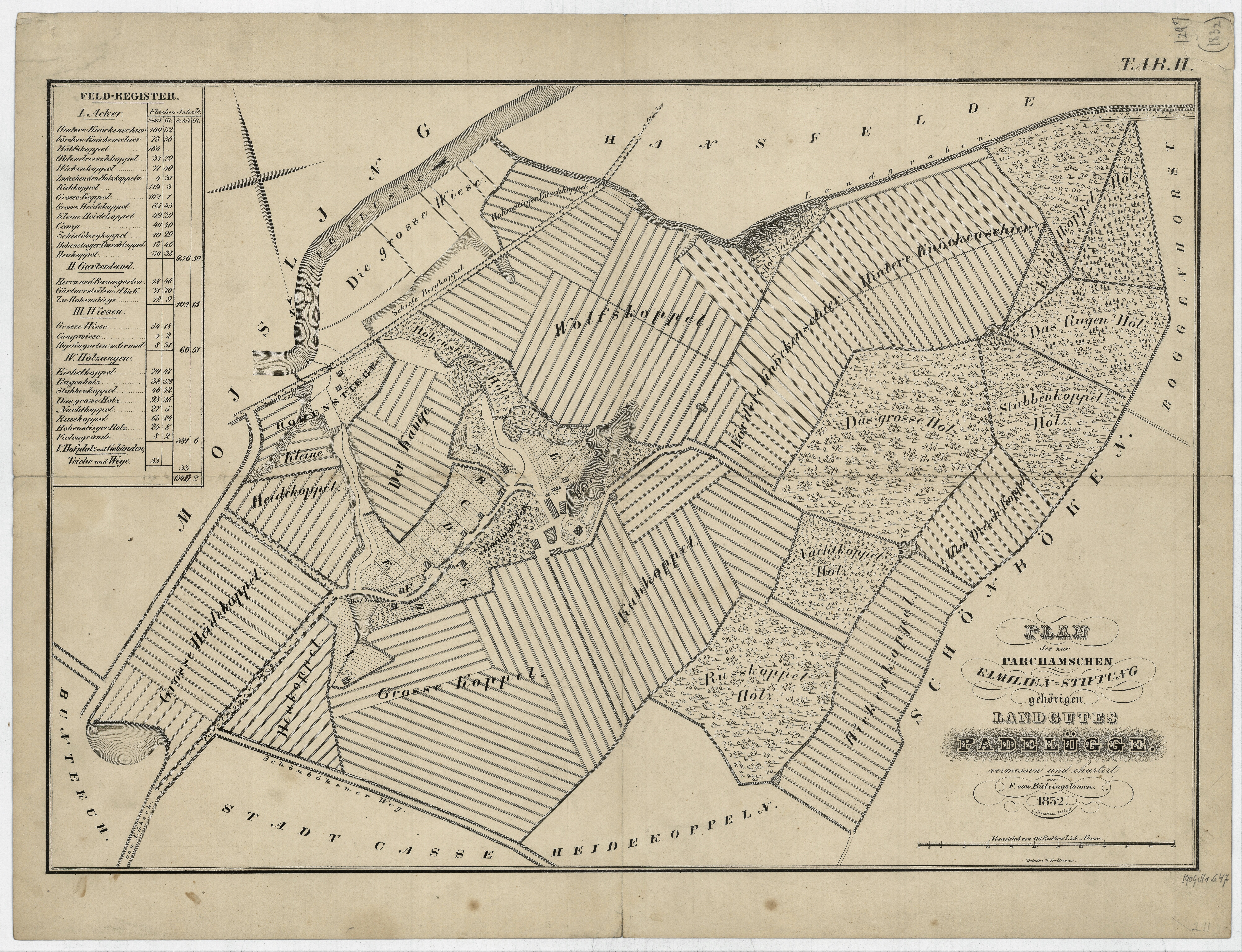
Karte des Gutes Padelügge (1832)

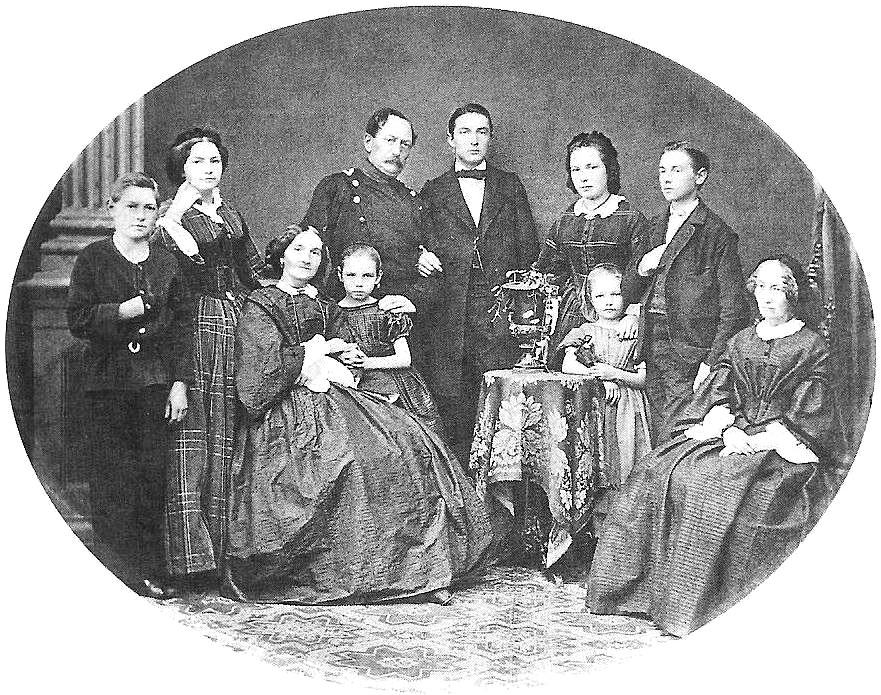
Ferdinand von Bültzingslöwen mit Frau, Schwester und Kindern, Fotografie ca. 1860

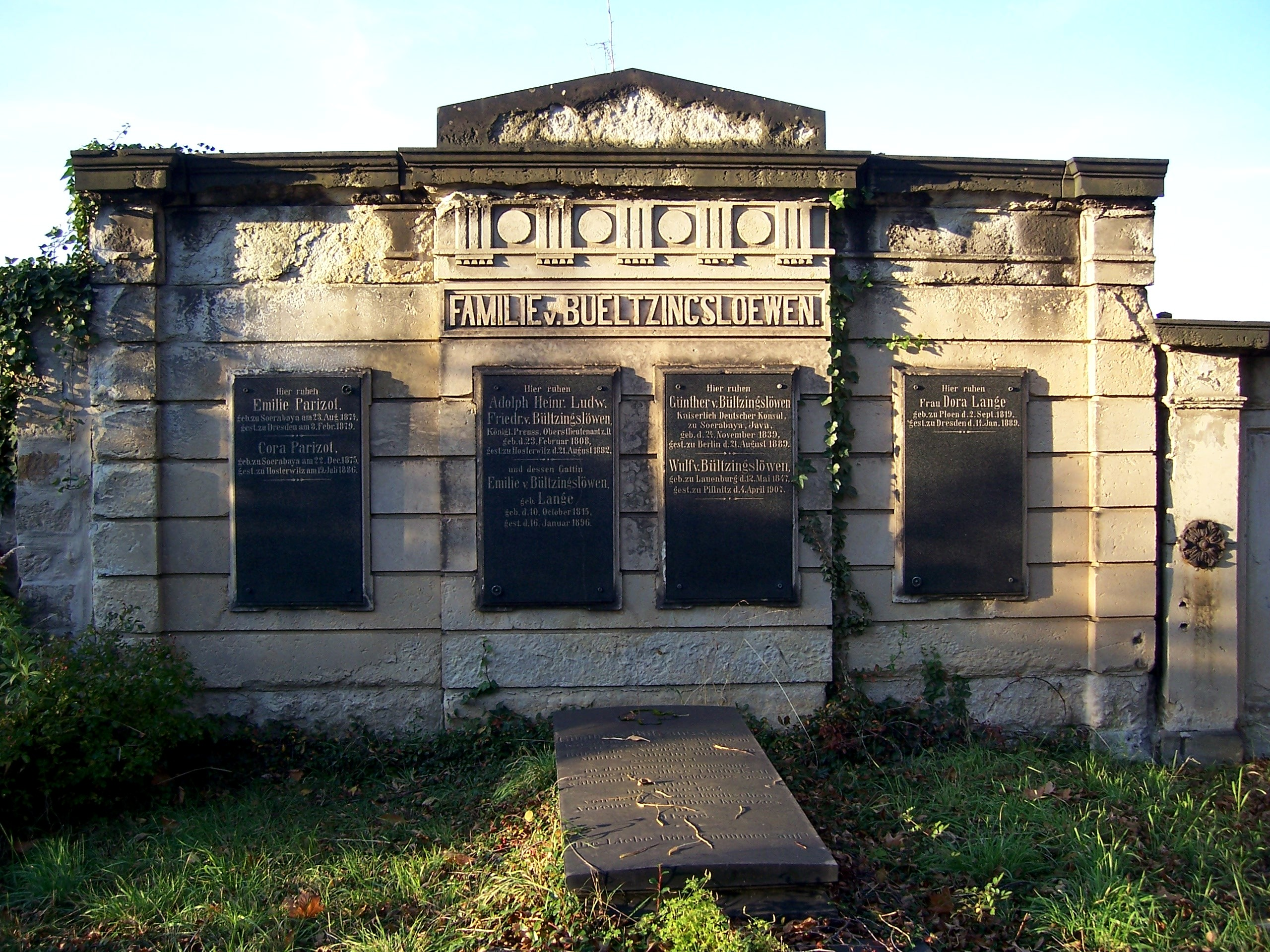
Bültzingslöwens Grabstätte auf dem Alten Annenfriedhof in Dresden

Neben seinen militärischen Aufgaben war er im Auftrag des Lübecker Senats als Geodät tätig und vermass unter anderem bis 1840 die Besitzungen der Parchamschen Stiftung und 1850 das Landgebiet vor dem Mühlentor neu und berichtete darüber im Rahmen der Vorträge der Gesellschaft zur Beförderung gemeinnütziger Tätigkeit. Werner von Siemens nahm als Jugendlicher bei ihm Unterricht im Feldmessen, und Bültzingslöwen schlug ihm vor, sich beim Ingenieurkorps der preußischen Armee in Berlin zu bewerben. 1865 bis 1870 war Ferdinand von Bültzingslöwen als Nachfolger von Ludwig Heller Meister vom Stuhl der Johannisloge Zum Füllhorn in Lübeck.
Ferdinand von Bültzingslöwen wurde nach Abschluss der Militärkonvention mit Preußen 1867 als Obrist-Lieutenant verabschiedet und zog 1872 nach Dresden. Hier wurde er Mitglied der Naturwissenschaftlichen Gesellschaft ISIS Dresden und 1881 in ihren Verwaltungsrat gewählt.
Er wurde im neu erworbenen Familiengrab auf dem Alten Annenfriedhof in Dresden beigesetzt.

### Familie
Am 18. Oktober 1838 hatte er in Plön Emilie Dorothea Sophie, geb. Lange (* 10. Oktober 1815; † 16. Januar 1896) geheiratet, die Tochter eines Uhrmachermeisters. Das Paar hatte acht Kinder:
1. Günther (* 24. November 1839; † 21. August 1889), Plantagenbesitzer und Kaufmann auf Java, deutscher Konsul in Surabaya
2. Pauline (* 1840; † 1901), verheiratet mit dem Baurat Constantin Wilke, dann mit Hauptmann Wilhelm Rabe (1837–1901)
3. Emma (* 21. Februar 1843), verheiratet seit 1877 mit Dr. phil. Theodor Schaefer
4. Emil (* 1844; † 1847)
5. Wulf (* 12. Mai 1847; † 4. April 1907), Plantagenbesitzer auf Java und Onkel mütterlicherseits der Malerin Paula Modersohn-Becker, verheiratet mit Kornelia Isabella Hill (* 15. Dezember 1852)
6. Henry (* 12. Mai 1848; gefallen als Seconde-Lieutenant im 91. Infanterie-Regiment in der Schlacht von Mars-la-Tour am 16. August 1870.[8])
7. Mathilde (* 3. November 1852; † 22. Dezember 1926), heiratete Carl Woldemar Becker, Mutter von Paula Modersohn-Becker
8. Hermine (* 22. Dezember 1854; † 9. Juni 1940), verheiratet mit dem Kaufmann Gustav Wilhelm Parizot (1844–1907)

Die Familie wohnte zunächst in Lübeck in der Dankwartsgrube, ab 1850 am Mühlendamm.

## Auszeichnungen
- Dannebrogorden, Ritter (22. November 1854)[9]
- Königlicher Kronen-Orden (Preußen), 3. Klasse (1867)